# Викрот (гміна Мишинець)
Викрот (пол. Wykrot) — село в Польщі, у гміні Мишинець Остроленцького повіту Мазовецького воєводства.
Населення — 781 особа (2011).
У 1975—1998 роках село належало до Остроленцького воєводства.

## Демографія
Демографічна структура станом на 31 березня 2011 року:
|          | Загалом | Допрацездатний вік | Працездатний вік | Постпрацездатний вік |
| -------- | ------- | ------------------ | ---------------- | -------------------- |
| Чоловіки | 428     | 100                | 288              | 40                   |
| Жінки    | 353     | 70                 | 204              | 79                   |
| Разом    | 781     | 170                | 492              | 119                  |